# Jean-Baptiste Lebas
Jean-Baptiste Lebas, spesso anche Jean Lebas (Roubaix, 24 ottobre 1878 – Sonnenburg, 10 marzo 1944), è stato un politico francese, deportato nel campo di concentramento di Sonnenburg.
La sua professione era quella di contabile.
Fu ministro del lavoro nel primo gabinetto di Léon Blum, fu alle Postes, Télégraphe et Téléphone nel governo presieduto da Camille Chautemps e occupò lo stesso dicastero nel secondo governo di Blum.